# 斑副喜蓋鯰
斑副喜蓋鯰（学名：Parastegophilus maculatus）為輻鰭魚綱鯰形目毛鼻鯰科的其中一種，為溫帶淡水魚，分布於南美洲巴拉那河下游及烏拉圭河流域，本魚棲息在底層水域，體長可達3.2公分，生活習性不明。
其种加词“maculatus”意为“有斑点、斑块、斑纹的”。